# Paulína Fialková
Paulína Fialková (Brezno, 25 de octubre de 1992) es una deportista eslovaca que compite en biatlón. Ganó dos medallas de plata en el Campeonato Europeo de Biatlón de 2016, en la prueba de salida en grupo y el relevo mixto.

## Palmarés internacional
| Campeonato Europeo | Campeonato Europeo | Campeonato Europeo | Campeonato Europeo |
| Año                | Lugar              | Medalla            | Prueba             |
| ------------------ | ------------------ | ------------------ | ------------------ |
| 2016               | Tiumén (Rusia)     | Medalla de plata   | Salida en grupo    |
| 2016               | Tiumén (Rusia)     | Medalla de plata   | Relevo mixto       |